# Lancinet Sidibe
Lancinet Sidibe (sinh 1 tháng 1 năm 1997) là một cầu thủ bóng đá Guinée thi đấu cho Flamurtari ở Albanian Superliga.